# 1194 T-3
1194 T-3 är en asteroid i huvudbältet som upptäcktes den 17 oktober 1977 av den nederländsk-amerikanske astronomen Tom Gehrels och det nederländska astronomparet Ingrid van Houten-Groeneveld och Cornelis Johannes van Houten vid Palomarobservatoriet
Den tillhör asteroidgruppen Vesta.